# Vrooom Vrooom
Vrooom Vrooom (stylizowane jako VROOOM VROOOM) – album koncertowy King Crimson, wydany 13 listopada 2001 roku nakładem Discipline Global Mobile jako podwójny CD.

## Historia i muzyka albumu
Na dwupłytowym albumie Vrooom Vrooom znalazły się fragmenty koncertów King Crimson w Longacre Theatre w Nowym Jorku (20-25 listopada 1995 roku) i Teatro Metropólitan w Meksyku (2-6 sierpnia 1996 roku). Jedynie ostatni utwór, „Walking on Air”, pochodzi z koncertu w Wiltern Theater w Los Angeles 30 czerwca 1995 roku. Zespół wystąpił w składzie podwójnego tria: Robert Fripp, Adrian Belew, Trey Gunn, Tony Levin, Bill Bruford i Pat Mastelotto. Dużą część repertuaru stanowiły utwory z wydanego w 1995 roku studyjnego albumu THRAK. Uzupełniły je nagrania z albumów zespołu nagranych w latach 80. w składzie: Fripp, Belew, Bruford i Levin. Nagrania z On Broadway były wcześniej dostępne tylko w ramach The Collectors' King Crimson, natomiast z Mexico City – jako digital download.

## Lista utworów
Lista według Discogs:
| 1.  | VROOOM VROOOM                                                               | 5:01  |
|     |                                                                             |       |
| 2.  | Coda : Marine 475                                                           | 2:44  |
|     |                                                                             |       |
| 3.  | Dinosaur                                                                    | 5:05  |
|     |                                                                             |       |
| 4.  | B'Boom                                                                      | 4:51  |
|     |                                                                             |       |
| 5.  | THRAK                                                                       | 6:39  |
|     |                                                                             |       |
| 6.  | The Talking Drum                                                            | 4:03  |
|     |                                                                             |       |
| 7.  | Larks' Tongues In Aspic (Part II)                                           | 6:13  |
|     |                                                                             |       |
| 8.  | Neurotica                                                                   | 3:40  |
|     |                                                                             |       |
| 9.  | Prism (autor – Favre)                                                       | 4:24  |
|     |                                                                             |       |
| 10. | Red                                                                         | 7:03  |
|     |                                                                             |       |
| 11. | Improv : Biker Babes Of The Rio Grande                                      | 2:27  |
|     |                                                                             |       |
| 12. | 21st Century Schizoid Man (autorzy: Lake, McDonald, Giles, Sinfield, Fripp) | 7:37  |
|     |                                                                             |       |
|     |                                                                             | 59:47 |
|     |                                                                             |       |

| 1.  | Conundrum                      | 1:57    |
|     |                                |         |
| 2.  | Thela Hun Ginjeet              | 6:44    |
|     |                                |         |
| 3.  | Frame By Frame                 | 5:12    |
|     |                                |         |
| 4.  | People                         | 6:12    |
|     |                                |         |
| 5.  | One Time                       | 5:52    |
|     |                                |         |
| 6.  | Sex Sleep Eat Drink Dream      | 4:55    |
|     |                                |         |
| 7.  | Indiscipline                   | 7:16    |
|     |                                |         |
| 8.  | Two Sticks                     | 1:50    |
|     |                                |         |
| 9.  | Elephant Talk                  | 5:14    |
|     |                                |         |
| 10. | Three Of A Perfect Pair        | 4:16    |
|     |                                |         |
| 11. | B'Boom                         | 3:47    |
|     |                                |         |
| 12. | THRAK                          | 6:43    |
|     |                                |         |
| 13. | Free As A Bird (autor: Lennon) | 3:03    |
|     |                                |         |
| 14. | Walking On Air                 | 5:35    |
|     |                                |         |
|     |                                | 1:08:36 |
|     |                                |         |

### Muzycy
- Robert Fripp – gitara, electronika (Soundscapes), producent,
- Trey Gunn – Touch guitar
- Adrian Belew – gitara, śpiew, (teksty)
- Tony Levin – gitara basowa, Chapman Stick
- Bill Bruford – perkusja (akustyczna i elektroniczna), instrumenty perkusyjne (akustyczne i elektroniczne)
- Pat Mastelotto – perkusja (akustyczna i elektroniczna), instrumenty perkusyjne (akustyczne i elektroniczne)

## Odbiór

### Opinie krytyków
| Recenzje                          | Recenzje |
| Publikacja                        | Ocena    |
| --------------------------------- | -------- |
| AllMusic                          | [ 2 ]    |
| Prog Archives                     | 4.06/5.0 |
| RYM                               | 3.97/5   |
| Sputnikmusic                      | 4.1/5    |
| The New Rolling Stone Album Guide | [ 7 ]    |
| Teraz Rock                        | [ 8 ]    |

„VROOOM VROOOM to bardzo wartościowe wydawnictwo – świetnej jakości, z ciekawym i bogatym repertuarem” – uważa Jordan Babula z magazynu Teraz Rock. Autor zwrócił uwagę na perkusyjne utwory 'Concudrum' i 'Prism' oraz na 'Free as a Bird' The Beatles, wykonany solo przez Adriana Belew. „Zespół jest tutaj w szczytowej formie” – dodał w podsumowaniu.
„Vrooom Vrooom zawiera wiele z tej samej frenetycznej energii i nieskazitelnego brzmienia, które czekały na uczestników tych występów. Szczęśliwie duża część repertuaru skupia się na materiałach z wydanego w 1995 roku studyjnego wydawnictwa Thrak, pierwszego od ponad dekady albumu King Crimson.” – ocenia Lindsay Planer z AllMusic dodając: „Podobnie, zarówno zestaw z Mexico City, jak i z Nowego Jorku obfituje w głębokie i skądinąd staranne brzmienia, które pojawiają się zawsze, gdy zespół pracuje na pełnych obrotach wszystkich sześciu cylindrów.”.
„Dla niezorientowanych nowy album koncertowy Crimsonów to zapewne przyjemność, która ginie w natłoku materiału dostępnego obecnie w sprzedaży (...). Vroom Vroom stosuje jednak zasadę przyjemności na maksa. Crimson w tej znakomitej formie zawsze będzie najbardziej intymnym i niebezpiecznym spotkaniem, jakiego można sobie życzyć.” – uważa Chris Jones z BBC.
Roman Sokal z magazynu „Exclaim!” ocenił, że w połowie lat 90. XX wieku  „formacja „podwójnego tria” jednej z najbardziej enigmatycznych grup myślących w rocku, nieustannie koncertowała, walcząc o osiągnięcie wielkości, a nawet więcej. Ten dwupłytowy dokument jest ostatecznym świadectwem ich zazębiającej się bitwy na scenie”. W podsumowaniu zauważył, iż „wystarczy posłuchać tych zestawów, by mieć dowód na to, że rzeczywiście możliwe jest rozszczepienie muzycznego atomu, bez względu na to, jak niebezpiecznie smakują mutacje, które z tego wynikają”.